# Bell X-5
Белл X-5 (англ. Bell X-5) — американський експериментальний літак, створений для досліджень крила літака стрілоподібної форми. Був розроблений на базі трофейного літака Messerschmitt P.1101, який був захоплений у німців під час Другої світової війни. Він є першим побудованим у світі реактивним літаком зі змінюваною стрілоподібністю крила.
Загалом компанією Bell Aircraft було виготовлено два екземпляри літака. Перший політ відбувся 20 червня 1951 року. Один із цих літаків розбився 13 жовтня 1953 р., а інший після завершення циклу випробування був переданий Музею ВПС США у березні 1958 року. На цьому літаку кут стрілоподібності крила змінювався з 20 до 60 градусів.

## Льотно-технічні характеристики

### Технічні характеристики
- Розмах крила, м
  - Максимальний: 10,21
  - Мінімальний: 6,32
- Довжина, м: 10,15
- Висота, м: 3,66
- Площа крила, м²: 18,60
- Маса, кг
  - Порожнього літака: 3146
  - Максимальна злітна: 4445

Проєкції літака Bell X-5.

- Тип двигуна: 1 ТРД Allison J35-A-17
- Тяга, кгс: 1 × 2680
- Максимальна швидкість, км/год: 1110
- Крейсерська швидкість, км/год: 965
- Практична дальність, км: 805
- Практична стеля, м: 15454
- Екіпаж: 1